# Evarcha annae
Evarcha annae là một loài nhện trong họ Salticidae.
Loài này thuộc chi Evarcha. Evarcha annae được Elizabeth Maria Gifford Peckham & George William Peckham miêu tả năm 1903.